# Campionati oceaniani di ciclismo su strada - Cronometro femminile Under-23
La Cronometro femminile Under-23 è una delle prove disputate durante i campionati oceaniani di ciclismo su strada. Inserita per la prima volta nel 2017 nel programma dei campionati, la corsa si disputa annualmente, con la sola eccezione del biennio 2020-21, quando venne annullata a causa della pandemia da COVID-19.

## Albo d'oro
Aggiornato all'edizione 2023.
| Anno      | Vincitore                                        | Secondo                                          | Terzo                                            |
| --------- | ------------------------------------------------ | ------------------------------------------------ | ------------------------------------------------ |
| 2017      | Jaime Gunning                                    | Mikayla Harvey                                   | Madeleine Park                                   |
| 2018      | Mikayla Harvey                                   | Libby Arbuckle                                   | Maeve Plouffe                                    |
| 2019      | Sarah Gigante                                    | Georgia Christie                                 | Jemma Eastwood                                   |
| 2020-2021 | non disputata a causa della pandemia di COVID-19 | non disputata a causa della pandemia di COVID-19 | non disputata a causa della pandemia di COVID-19 |
| 2022      | Anya Louw                                        | Kim Cadzow                                       | Alyssa Polites                                   |
| 2023      | Isabelle Carnes                                  | Alli Anderson                                    | Haylee Fuller                                    |

## Medagliere
| Pos.   | Nazione       | Oro | Argento | Bronzo |    |
| ------ | ------------- | --- | ------- | ------ | -- |
| 1      | Australia     | 4   | 1       | 4      | 9  |
| 2      | Nuova Zelanda | 1   | 4       | 1      | 6  |
| Totale | Totale        | 5   | 5       | 5      | 15 |